# Johan Wallner
Per Johan Daniel Wallner (Filipstad, 8 febbraio 1965) è un allenatore di sci alpino ed ex sciatore alpino svedese.

## Biografia

### Carriera sciistica

#### Stagioni 1982-1990
Specialista delle prove tecniche originario di Vålberg e in attività tra l'inizio degli anni 1980 e la fine del decennio successivo, Wallner ottenne il primo successo internazionale ai Mondiali juniores di Auron 1982, dove si aggiudicò la medaglia d'oro nello slalom speciale e quella di bronzo nello slalom gigante; alla successiva rassegna iridata giovanile di Sestriere 1983 vinse la medaglia d'oro anche nello slalom gigante e nella stessa stagione ottenne il suo primo piazzamento di rilievo in Coppa del Mondo, il 4º posto nello slalom gigante disputato a Gällivare il 26 febbraio.
Debuttò ai Giochi olimpici invernali a Sarajevo 1984, dove tuttavia non completò la prova di slalom speciale; l'anno dopo in Coppa Europa chiuse al 3º posto la classifica di slalom speciale. Si aggiudicò la sua unica vittoria in Coppa del Mondo, nonché primo podio, nello slalom speciale del 14 gennaio 1986 a Berchtesgaden; due anni dopo ai XV Giochi olimpici invernali di Calgary 1988 fu 16º nello slalom gigante e non terminò lo slalom speciale.

#### Stagioni 1991-1998
Ai Mondiali di Saalbach-Hinterglemm 1991 vinse la medaglia di bronzo nello slalom gigante e fu 5º nel supergigante; l'anno dopo ai XVI Giochi olimpici invernali di Albertville 1992 non completò né lo slalom gigante né lo slalom speciale. Ai Mondiali di Morioka 1993 Wallner bissò il bronzo iridato nello slalom gigante, mentre nello slalom gigante fu 23º. Più tardi nella stessa stagione salì per l'ultima volta sul podio in Coppa del Mondo, nello slalom gigante disputato a Oppdal il 23 marzo che chiuse al 2º posto.
Ai XVII Giochi olimpici invernali di Lillehammer 1994, sua ultima presenza olimpica, si classificò 25º nello slalom gigante e non terminò lo slalom speciale. Gareggiò nello slalom gigante e nello slalom speciale anche ai Mondiali di Sierra Nevada 1996 e di Sestriere 1997, ma portò a termine soltanto la prova di slalom gigante di Sierra Nevada, al 17º posto. Il 15 dicembre 1997 a Sestriere fu per l'ultima volta al via in una gara di Coppa del Mondo, uno slalom speciale nel quale non si qualificò per la seconda manche; si congedò dal Circo bianco in occasione di una gara FIS disputata a Trysil il 27 dicembre seguente.

### Carriera da allenatore
Dopo il ritiro è divenuto allenatore nei quadri della Federazione sciistica della Svezia.

## Palmarès

### Mondiali
- 2 medaglie:
  - 2 bronzi (slalom gigante a Saalbach-Hinterglemm 1991; slalom gigante a Morioka 1993)

### Mondiali juniores
- 3 medaglie:
  - 2 ori (slalom speciale ad Auron 1982; slalom gigante a Sestriere 1983)
  - 1 bronzo (slalom gigante ad Auron 1982)

### Coppa del Mondo
- Miglior piazzamento in classifica generale: 27º nel 1992
- 4 podi (3 in slalom gigante, 1 in slalom speciale):
  - 1 vittoria
  - 1 secondo posto
  - 2 terzi posti

#### Coppa del Mondo - vittorie
| Data            | Località      | Paese          | Specialità |
| --------------- | ------------- | -------------- | ---------- |
| 12 gennaio 1986 | Berchtesgaden | Germania Ovest | SL         |

Legenda:

SL = slalom speciale

### Campionati svedesi
- 14 medaglie (dati parziali fino alla stagione 1994-1995):
  - 10 ori[2] (slalom gigante nel 1983; slalom gigante nel 1985; supergigante, slalom speciale nel 1991; slalom gigante nel 1992; slalom gigante nel 1993; supergigante, combinata nel 1995; combinata nel 1996; slalom speciale nel 1997)
  - 2 argenti (slalom speciale nel 1996; slalom gigante nel 1997)
  - 2 bronzi (slalom gigante nel 1995; slalom gigante nel 1996)